# Baerendorf
Baerendorf (deutsch Bärendorf) ist eine französische Gemeinde mit 299 Einwohnern (Stand 1. Januar 2021) im Département Bas-Rhin in der Europäischen Gebietskörperschaft Elsass und in der Region Grand Est. Sie gehört zum Kanton Ingwiller im Arrondissement Saverne.

## Geografie
Baerendorf liegt im Krummen Elsass und grenzt im Norden an die Gemeinde Postroff. Die anderen Nachbargemeinden im Uhrzeigersinn sind Eschwiller im Nordosten, Hirschland im Osten, Rauwiller im Südosten, Gœrlingen im Süden und Kirrberg im Westen.
Das Dorf liegt zwischen Sarrebourg und Sarre-Union und ist von beiden jeweils rund zehn Kilometer entfernt. Es wird zunächst in Süd-Nord-, dann in Ost-West-Richtung von der Isch, einem rechten Zufluss der Saar, umflossen. Abwärts, westlich des Dorfs mündet von links der Brueschbach in die Isch.

## Geschichte
Bärendorf wurde 712 in einer Urkunde des Klosters Weißenburg erstmals erwähnt. Es gehörte zur Grafschaft Saarwerden, dann zur Herrschaft Finstingen, zum Herzogtum Lothringen und schließlich zur Grafschaft Nassau-Saarbrücken und kam 1793 zu Frankreich. Von 1871 bis zum Ende des Ersten Weltkrieges gehörte Bärendorf als Teil des Reichslandes Elsaß-Lothringen zum Deutschen Reich und war dem Kreis Zabern im Bezirk Unterelsaß zugeordnet.
Das Dorf wurde während des Zweiten Weltkriegs im Herbst 1944 schwer beschädigt, die Pfarrkirche von 1774 fast vollständig zerstört. Sie wurde ab 1955 wieder aufgebaut.

### Bevölkerungsentwicklung
| Jahr      | 1910 | 1962 | 1968 | 1975 | 1982 | 1990 | 1999 | 2008 | 2017 | 2021 |
| Einwohner | 443  | 310  | 318  | 313  | 294  | 295  | 300  | 302  | 302  | 299  |